# Актубецький сільський округ (Алакольський район)
Актубе́цький сільський округ (каз. Ақтубек ауылдық округі, рос. Актубекский сельский округ) — адміністративна одиниця у складі Алакольського району Жетисуської області Казахстану. Адміністративний центр — село Актубек.
Населення — 1215 осіб (2021; 1239 у 2009, 1403 у 1999, 1878 у 1989).
Станом на 1989 рік існувала Майська сільська рада (села Бірлік, Чистопольське).

## Склад
До складу округу входять такі населені пункти:
| Населений пункт | Населення, осіб (1989) | Населення, осіб (1999) | Населення, осіб (2009) | Населення, осіб (2021) |
| --------------- | ---------------------- | ---------------------- | ---------------------- | ---------------------- |
| Бірлік, село    | 101                    | -                      | -                      | -                      |
| Актубек, село   | 1777                   | 1403                   | 1239                   | 1215                   |